# Erg Chech 002
Erg Chech 002, abrégé en EC 002, est une météorite de 31,78 kg découverte en mai 2020 près d'Adrar (Algérie), dans la région de l'erg Chech, au Sahara. C'est une roche volcanique de composition andésitique, classée parmi les achondrites non groupées.
Avec un âge de cristallisation de 4,565 Ga, EC 002 est la plus vieille roche magmatique connue. Elle provient sans doute de la croûte d'un petit astéroïde de composition chondritique.

## Composition
|  |

EC 002 ne présente pas de croûte de fusion. C'est une andésite, c’est-à-dire une lave riche en silice (donc en sodium) et en potassium. Elle est constituée de grains relativement grossiers de couleur ocre et beige, avec des cristaux épars plus gros (jusqu'à 9 × 4 cm) de couleur verte, jaune-vert et moins souvent jaune-brun. La matrice montre une légère coloration brun rougeâtre.
La matrice, de granulométrie 1,5 mm environ, est composée principalement de pigeonite exsolvée et de plagioclase sodique zoné (du cœur d'oligoclase, irrégulier, aux bords albitiques), avec comme minéraux accessoires la chromite titanifère, l'ilménite, la troïlite, un polymorphe de la silice, la merrillite et — rarement — du fer-nickel pauvre en nickel. Les produits d'altération secondaire, peu abondants, comprennent de la goethite et de minces veinules de calcite.

## Classification
Bien que la pigeonite exsolvée d'EC 002 ressemble au pyroxène des eucrites typiques (avec cependant un rapport FeO/MnO beaucoup plus bas), mais le plagioclase hautement sodique et légèrement potassique est très différent du plagioclase beaucoup plus calcique des eucrites. Les cœurs des mégacristaux d'orthopyroxène diffèrent de l'orthopyroxène diogénitique typique (plus riches en magnésium et en chrome, et avec des rapports FeO/MnO inférieurs). Les isotopes de l'oxygène, intermédiaires entre la majorité des eucrites et les angrites, sont voisins de ceux des eucrites anormales Bunburra Rockhole (en), Emmaville, Asuka 881394 et EET 92023, mais la minéralogie d'EC 002 est très différente de ces quatre météorites (plagioclase hautement sodique et faibles rapports FeO/MnO des pyroxènes). EC 002 reste donc non groupée au sein des achondrites.

## Origine et formation
La composition d'EC 002 indique qu'elle provient de la fusion partielle d'un matériau chondritique non carboné, sans appauvrissement en alcalins par rapport à la photosphère du Soleil et avec un degré de fusion élevé, d'environ 25 % donc à une température d'environ 1 220 °C. Aucun astéroïde connu n'a les mêmes caractéristiques spectrales qu'EC 002 : presque tous les corps semblables ont dû disparaître, soit parce qu'ils ont contribué à former les planètes ou satellites plus grands, soit parce qu'ils ont simplement été détruits par les collisions.
L'âge de cristallisation d'EC 002, 4,565 Ga, déterminé en 2021 par la méthode 26Al-26Mg, est le plus ancien connu. Le rapport 26Al/27Al initial, obtenu à partir de la droite de régression 26Mg/24Mg vs Al/Mg, indique que l'épisode de fusion ayant produit le magma à l'origine d'EC 002 est significativement antérieur d'une ou plusieurs centaines de milliers d'années, et donc aussi l'accrétion du corps parent d'EC 002, qui pouvait être une protoplanète de quelques dizaines voire d'une centaine de kilomètres de diamètre. En 2023, la datation plomb-plomb (en) confirme et précise l'âge de cristallisation : 4 565,56 ± 0,12 Ma. En 2024, les systèmes Rb-Sr et Lu-Hf indiquent qu'EC 002 s'est formée à partir d'un matériel ayant la composition d'une chondrite CI typique.